# Konstantinas Bražėnas
Konstantinas Bražėnas (ur. 25 lipca 1894 w Vosgėliai w rejonie uciańskim, zm. 6 stycznia 1933 w dworze Jasioniai) – litewski działacz katolicki. Był posłem na Sejm Ustawodawczy Litwy (15.05.1920 – 13.11.1922).

## Życiorys
Urodził się w rodzinie chłopskiej. W 1916 roku ukończył gimnazjum w Petersburgu, a następnie wstąpił do Wojskowej Akademii Medycznej, gdzie studiował do 1918 roku. W 1918 roku powrócił na Litwę i pracował w szpitalu w Ucianie. Działał w katolickich organizacjach „Pavasarininkai“ i „Saulė“. Został wybrany na posła z listy Chrześcijańskich Demokratów (KD). Po skończonej kadencji pracował jako notariusz w Ucianie, a następnie (od 1930 roku) uczył w gimnazjum w Poniewieżu. Pochowany został w Ucianie.